# Streljačko oružje
Streljačko oružje obuhvaća naprave koje su namijenjene za napad ili obranu, signalizaciju, lov, označavanje, šport ili igru pri kojoj se ispaljuju projektili. 

## Vrste streljačkog oružja
- Vatreno oružje
  - Puška
  - Pištolj
  - Revolver
- Zračno oružje
- Luk i strijela
- Samostrel
- Puhaljka

## Vanjske poveznice
- Streljačko oružje Hrvatska tehnička enciklopedija, portal hrvatske tehničke baštine. LZMK